# All About Me
All About Me è il primo EP della cantante dominicana Natti Natasha, pubblicato il 28 marzo 2012 su etichetta discografica Orfanato Music Group. A differenza dei suoi lavori successivi, il disco è interamente cantato in lingua inglese.

## Tracce
Download digitale
1. About Me (feat. Nova) – 4:03
2. Cinderella (feat. Chika) – 3:29
3. Gone (feat. Chika) – 3:05
4. New Day – 3:10
5. Pain Killer (feat. Chika) – 3:09
6. Show Off – 3:27
7. Train to No Where – 3:01